# Çoban-oğlu

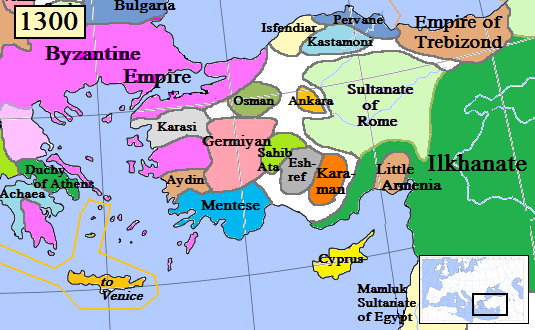
Mapa

Çobanoğlu o Çoban-oğlu (plural Çobanoğulları) fue una dinastía turcomana de Anatolia que dominó la región de Kastamonu en el siglo XIII. La fundó Hüsameddin Çoban, un general del Sultanato de Rum durante el reinado de Kaykaus I y su sucesor Kaykubad I; dirigió las expediciones de los turcomanos que extendieron el territorio selyúcida al norte, a expensas del Imperio de Trebisonda, y recibió en feudo Kastamonu. Entre 1224 y 1227 dirigió el ejército y la flota selyúcida que zarpó de Sinope y conquistó Sudak en Crimea.
Muerto Hüsameddin Çoban, sus posesiones hereditarias feudales fueron gobernadas por su hijo Alp Yürek y el nieto de Yavlak Arslan. Bajo estos se siguió una política prudente de reconocimiento de la soberanía mongola; los mongoles se habían establecido en Persia después del 1230 y después de su victoria a Kose Dagh se habían impuesto en Anatolia. El 1256 se fundó la dinastía ilkánida. En una fecha indeterminada Yavlak Arslan se sublevó y fue derrotado por un ejército combinado de los mongoles y sus vasallos de Rum, y la región fue dada en feudo al alto comandante de las fuerzas armadas imperiales selyúcides Şemseddin Yaman Candar, que se estableció en el beilicato de Kastamonu y fundaron la dinastía de Candar o de los Candaroğulları.
Al cabo de un tiempo el hijo de Yavlak Arslan, Mahmud, expulsó a Shams al-Din (Şemseddin) Temür Yaman Candar y recuperó el poder. Continuó sus expediciones contra los romanos de Oriente de Trebisonda y Nicea, pero el 1309, murió en una emboscada preparada por Hodja al-Din Suleiman Pachá el hijo y sucesor de Yaman Candar, y finalmente esta alcurnia se consolidó al poder a la región.
Los Çobanoğullari tuvieron como vasallos a Osman y los suyos (1281-1299), que después se declararon independientes.

## Lista de beys
- Husam al-Din Čoban (Hüsameddin Çoban)  1220–1240
- Alp Yürek c. 1240–1280
- Yavlak Arslan 1280–1292